# Ichthyophis nigroflavus
Caudacaecilia nigroflavaes una especie de anfibio gimnofión de la familia Ichthyophiidae.
Se considera endémica de Selangor (Malasia Peninsular).
Tal vez habite también en Sumatra y en Borneo.
Las citas de la especie en Boven (en el río Mahakam, en el estado de Sarawak) y en Brunéi, lugares ambos de la Isla de Borneo, y en Sumatra tal vez se deban a errores de identificación.